# Popeda

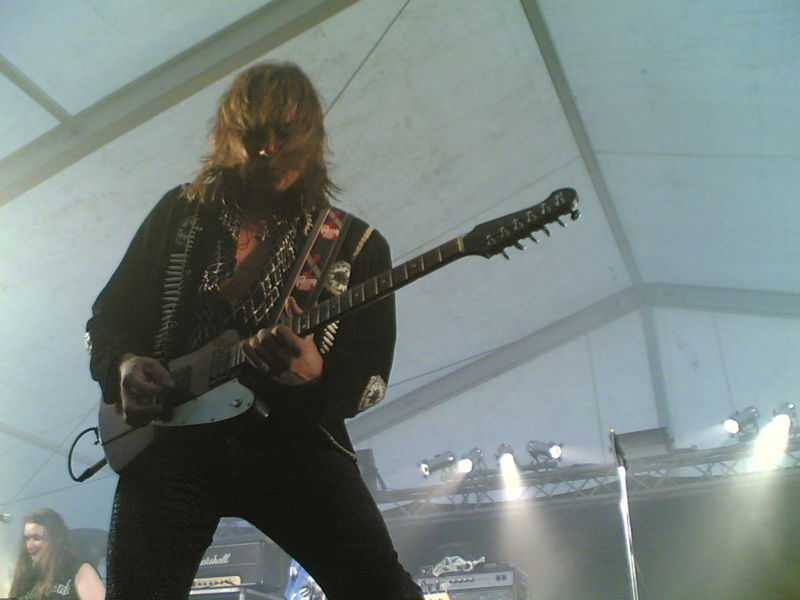
Costello Hautamäki v Seinäjoki v červenci 2006

Popeda je finská rocková skupina založená roku 1977 v Tampere. Jejím frontmanem je zpěvák Pate Mustajärvi, jediný zakládající člen, který je součástí skupiny až dodnes. Popeda byla na vrcholu slávu v 80. a začátku 90. let 20. století. Nejznámější písně skupiny jsou například Kersantti Karoliina (Seržant Karolína), Tahdotko mut tosiaan (Chceš mě opravdu), Kuuma kesä (Horké léto), Matkalla Alabamaan (Na cestě do Alabamy), Kaasua komissaario Peppone (Plyn, komisaři Peppone), Elän itselleni (Žiju pro sebe) nebo Rio de Janeiro.
Většinu písní složil kytarista Costello Hautamäki a nazpíval Pate Mustajärvi. Písně kromě Mustajärviho otextovali i například Pauli Hanhiniemi (Tahdotko mut tosiaan, Jukeboxin luona (U jukeboxu)) nebo Juice Leskinen (Synnyimme lähtemään (Narodili jsme se, abychom odešli), Mää ja Tapparan mies (Já a Tapařan)). Před Hautamäkim skládal písně hlavně původní kytarista skupiny Tapani Mikkonen.

## Diskografie

### Alba
- Popeda (1978)
- Raswaa koneeseen (1980) (Mazivo do stroje)
- Hullut koirat (1981) (Šílení psi)
- Raakaa voimaa (1981) (Live) (Hrubá síla)
- Mustat enkelit (1982) (Černí andělé)
- Kaasua... (1983) (Plyn...)
- Harasoo (1984) (Bezva)
- Pohjantähden alla (1985) (Pod Polárkou)
- Huilut suorina (1986) (Live) (Flétny rovně)
- Ei oo valoo (1987) (Není světlo)
- Hallelujaa (1988) (Halelujá)
- Kans'an Popeda (1990) (Národ a Popeda)
- Svoboda (1992) (Svoboda)
- H.Ö.N.Ö. (1994) (B.L.B.)
- Live at the BBC (1995)
- 500 cc (1997)
- Vieraissa (1999) (Na záletech)
- Just! (2001) (Přesně!)
- Häkää! (2005) (Oxid uhelnatý!)
- Täydelliset miehet (2008) (Perfektní muži)
- Pitkä Kuuma Kesä 2010 - Live (2010) (Dlouhé horké léto 2010 - Živě)
- Voitto (2011) (Vítězství)
- Haista Popeda! (2017)

### DVD
- Hyvää iltaa, Tampere (2002) (Dobrý večer, Tampere)
- Pitkä Kuuma Kesä 2010 - Live (2010) (Dlouhé horké léto 2010 - Živě)

## Současní členové
- Pate Mustajärvi - zpěv (od 1977)
- Costello Hautamäki - kytara, zpěv (od 1982)
- Jyrki K. Melartin - basová kytara, zpěv (1980–1990, od 1995)
- Pate Kivinen - klávesy (od 2008)
- Lacu Lahtinen - bicí, zpěv (od 2008)